# Wataru Tanigawa
Wataru Tanigawa (in giapponese 谷川 航?; Funabashi, 23 luglio 1996) è un ginnasta giapponese, vincitore della medaglia d'argento ai Giochi olimpici estivi di Tokyo 2020 nel concorso a squadre.

## Palmarès
- Giochi olimpici

Tokyo 2020: argento nel concorso a squadre;
Parigi 2024: oro nel concorso a squadre;
- Mondiali

Doha 2018: bronzo nel concorso a squadre;
Stoccarda 2019: bronzo nel concorso a squadre
Liverpool 2022: argento nel concorso a squadre; bronzo nel concorso individuale;
- Giochi asiatici

Hangzhou 2022: oro nel volteggio; argento nel concorso a squadre; bronzo negli anelli;
- Universiadi

Taipei 2017: oro nel concorso a squadre; : bronzo nel concorso individuale; bronzo nel corpo libero; bronzo nelle parallele simmetriche; bronzo nella sbarra;
Napoli 2019: oro nel concorso a squadre;